# 沙西镇
沙西镇是中国福建省漳州市漳浦县下辖的一个镇。沙西镇位于福建漳浦县西南部，沈海高速公路穿镇而过。

## 行政区划
沙西镇下辖以下地区：
北旗村、白衣村、庵兜村、下寨村、涂楼村、沙西村、枋林村、河乾村、屿头村、高林村、庄前村、高山村、逢山村和院前村。